# S-adenosil-metioninammina
La S-adenosil-metioninammina è un substrato coinvolto nella biosintesi delle poliammine, in particolare spermidina, spermina e termospermina. È il prodotto della decarbossilazione della S-adenosil metionina, reazione catalizzata dall'enzima adenosilmetionina decarbossilasi.